# قروب جي 102 أستر
قروب جي 102 أستر (بالإنجليزية: Grob G-102 Astir)‏ هي طائرة شراعية ذات مقعد واحد مصنوعة من الألياف الزجاجية من قبل شركة قروب إيروسبيس. الطائرة قروب جي 102 هي التصميم الأول لطائرة شراعية من إنتاج قروب إيروسبيس وقام بالتصميم بورخات قروب.

## التصميم
الطائرة أستر سي إس (طراز الهواة) مصنوعة من خليط بين الألياف الزجاجية والصمغ، لديها مساحة جناح كبيرة، وذيلها على شكل حرف تي (T)، وخزانات ثقل المياه توجد بداخل الأجنحة. مساحة الأجنحة الكبيرة تعطي الطائرة تحكم أكبر في الطيران البطئ وعلي العكس تعطيها تحكم رديء في الطيران السريع بالمقارنة بمثيلاتها من الطائرات القياسية. في مراحل الإنتاج الأولي كان جزء من بدن الطائرة يصنع من الخشب، والذي أستبدل بعدها بأشباه خفيفة الوزن والتي أحياناً تتشقق نتيجة عمليات الهبوط الشديدة. حلية القطر الخاصة بالطائرة غير اعتياديه حيث أنها تقطر من خلال فتحة أفقية.
حدث تطويرات في تصميم الطائرة في الطراز سي إس 77 (CS 77) والتي حلقت لأول في 1977. كان لهذا الطراز بدن أنحف، وصورة جانية مطاطية مختلفة. الطراز القياسي الثاني والثالث اللذان قل وزنهما الفارغ وزيد قدرتهما علي الحمل حلقا لأول مرة في الثمانينيات.
الطراز أستر سي إس جينز كان مشابه للطراز سي إس 77 ولكن كان لها إطار ثابت رئيسي في مقدمة مركز جاذبية الطائرة، وتم تزويد قمر القيادة بقطع من قماش الدينم الأزرق (نفس نوع القماش الذي يصنع منه بنطالات الجينز). طرازات أخرى قد أنتجت بعدها وهم كِلَب الثانية (Club II) المزود بإطار ثابت والطراز كِلَب الثالثة (Club III) المزود بعجلة عند ذيل الطائرة.

## الطرازات
- سي إس (CS): أنتج منه 536 طائرة.
- سي إس 77 (CS 77): أنتج منه 244 طائرة.
- سي إس جينز (CS Jeans): أنتج منه 248 طائرة.
- كِلَب/أستر القياسية الثانية (Club/Standard Astir II): أنتج منه 61 طائرة.
- كِلَب/أستر القياسية الثالثة (Club/Standard Astir III): أنتج منه 152 طائرة.

## إنجازات
- في 17 فبراير 1986 كسر روبرت هارس الرقم القياسي العالمي للارتفاع المطلق عند وصوله لارتفاع مقداره 14,938 متر (94,009 قدم). ذلك الرقم القياسي كسر في عام 2006 ولكن ما زال المجاس الدولي للطيران الاستعراضي يعترف بأن رقم روبرت هارس هو الرقم القياسي.

## المواصفات

### الصفات العامة
- طاقم: واحد
- السعة: 50 كجم (110 رطل)
- باع الجناح: 15 متر (49 قدم)
- مساحة الأجنحة: 12.4 متر² (133 قدم²)
- الوزن فارغة: 225 كجم (561 باوند)
- الوزن الكلي: 450 كجم (990 باوند)

### الأداء
- معدل الطيران الشراعي القصوي: 38
- معدل الغرق: 0.62 متر/ثانية (122 قدم/دقيقية)